# なめる
『なめる』は、古典落語の演目。『今昔物語集』に原型がある艶笑噺。別題は『重ね菊』（音羽屋の紋にちなむ）という。物語中で「お嬢さん」が主人公になめさせる所は、初めは陰部だったが、乳房の下に換えられることもある。
6代目三遊亭圓生の十八番の一つ。

## あらすじ
芝居好きな八五郎が芝居を見にやってきたが、生憎と超満員。仕方なく立って見ている八五郎に「よろしければこちらへどうぞ」と声がかかった。見ると十八、九のお嬢さんと年増の女中の二人連れ。八五郎は「しめた」とばかり女二人が買いきっている桟敷の席へ入り込んだ。
お嬢さんが大の音羽屋贔屓だと聞いた八五郎は、桟敷に入れてもらったお礼に「音羽屋、音羽屋」と声をかけると、お嬢さまは大喜び。お茶ばかりでなく鰻のお重やらを出してくれた。女中からさりげなく年齢を訊かれた八五郎が「二ナラの二十二」と答えたところ、ますます愛想が良くなった。
女中の話によれば、お嬢さまは身体を壊し、今は業平の別荘で養生しているという。送ってほしそうな素振りを見てとった八五郎が送っていくと、二人は八五郎を座敷に上げ、酒よ肴よとたいへんなもてなし振りだった。そればかりか「もしよろしければ今夜泊まっていってもかまいません」と思わせ振りなことをいわれた八五郎は、まるで狐につままれたよう。
盃を口に運びながら、改めてお嬢さんを見てみると実に好い器量だった。
酒がほのかに回り出した頃になると「あなたさまにお願いしたいことがございます」と、そのお嬢さんがさも恥ずかしそうにいい出した。「あたくしのあさましいところのオデキをなめていただきたいんです」。一瞬たじろいた八五郎だが「わたくしのような者でもお見捨てくださいませんのなら、一生苦楽をともに致します」といわれ、意を決してなめることにした。
とはいえ、いざ袴の股立ちを開かれるとデキモノの大きいことといったらない。「このお嬢さんと一緒になれるなら」と目をつぶってなめたあとがたいへんだ。うがいをするやら口をゆすぐやらしてようやく落ち着き、これからゆっくり楽しもうとしたとたんである。玄関の戸を割れるように叩く音がした。青い顔をした女中のいうには「お嬢さまの叔父さんが見回りにきたんですが、酒乱の上に頑固者。ここの家に男がいるのを見ると誰彼の見境なく斬りつけます」。驚いた八五郎はほうほうの態で逃げ帰った。
その翌くる日。湯に入り床屋にいって男をみがいた八五郎が「乙な年増を世話してやろう」とたまたま出会った友達を連れ業平の別荘にきてみると、門が閉まって静まり返り、人の気配がまるでしなかった。隣の煙草屋でたずねたところ、ゲラゲラ笑い出した親父が一部始終を教えてくれた。
その話によると、名医という名医にお嬢さんのデキモノを診せたが癒らなかったという。藁にもすがる思いで易の名人に占ってもらったところ「お嬢さまより四歳年上の今年二十二になる男になめてもらえば、そのツバキのせいで必ず癒る」との易が出た。さあそれからというものは、毎日毎日芝居へいっては二十二の男を捜し歩いたそうだ。
「ところが昨日、二十二になる間抜け野郎を色じかけで生け捕ったというんだナ。お座敷まで連れてきて充分野郎になめさせたんだそうだ」「へえへえへえ」「あとでことが面倒になったらいけないというんで、さっさと今朝早く引き払っていきましたよ」。あたふたする八五郎にさらに追い討ちがかかった。「可哀相なのはそのなめた野郎だそうだ。
全身へ毒が回って七日とはもつまいとのことだ」。これを聞いた八五郎はその場に倒れ、気を失った。一緒にきた八五郎の友達が驚いた。いそいで宝丹を懐から取り出して「さァ薬だ薬だ。おい、宝丹をなめるんだよ」「俺ァもうなめるんじゃ懲りたよ」